# Противотуберкулезный диспансер (Родники)
Противотуберкулезный диспансер в Родниках — здание, построенное в 1926-28 годах по проекту ивановского архитектора Г. Г. Павина при участии архитектора А. И. Панова. Памятник архитектуры местного значения.

## История

### Исторический контекст
Для Родников, как и для других промышленных центров региона, 1920-е-1930-е годы стали золотым временем строительства жилых,  производственных и других сооружений, предназначенных для рабочих ткацких фабрик. В Родниках было возведено два поселка для рабочих — 1-й Рабочий посёлок(современный мкр.Южный) и «Второй рабочий поселок». Они обладали вполне самодостаточной экономической инфраструктурой, сложившейся в результате расширения жизненного пространства крупных сельских предприятий. Для этих поселков была характерна совокупность разнообразных форм организации социальной и культурной жизни населения, а также своеобразные архитектурные решения, ранее не характерные для сельской провинции. По данным 1927 г., на Родниковой прядильно-ткацкой и красильной мануфактуре было 9155 рабочих, действовало 89108 прядильных веретен и 3427 ткацких станков. Расширение производства влекло за собой и увеличение числа рабочих за счет жителей более отдаленных сел и деревень. Большая плотность населения и рост заболеваний среди рабочих подталкивали к устройству при фабриках сначала медицинских пунктов, а потом больниц и туберкулезного диспансера.
Туберкулёзный диспансер стал одним из первых общественных зданий советского времени в Родниках. Он был возведен западнее прежних корпусов «больничного городка». Проект был разработан в производственном отделе Губернского отдела коммунального хозяйства, эта же организация осуществляла строительство. В последующие годы вокруг диспансера был разбит ботанический сад. В Ивановской области Павин также разработал комплекс детских и лечебных сооружений Первого рабочего поселка, здание ивановской Губстрахкассы и туберкулезный диспансер в Иваново. Строительство двух тубдиспансеров в Ивановской области стало частью компании по борьбе с туберкулезом, которая была инициирована советским правительством.

### Борьба с туберкулезом в начале XX века
До Октябрьского переворота борьбу с туберкулезом вела Международная Лига борьбы с туберкулезом. 20-е апреля стало официальным Днем борьбы с туберкулезом или Днем Белой ромашки в России, который проходил под покровительством императорской семьи. Во многих городах империи проходили шествия с военными оркестрами, читались открытые лекции и устраивались благотворительные концерты. Повсюду продавались ромашки — настоящие, из бумаги или из ткани. Деньги, собранные в этот день, шли на борьбу с туберкулезом. В 1911 году было собрано полмиллиона рублей, в 1912 году — миллион рублей. Крупнейшим жертвователем была императорская фамилия.
Однако после Октябрьской революции деятельность всех организаций по борьбе с туберкулезом была прекращена. У молодого государства в условиях разрухи денег для лечения сотен тысяч больных туберкулезом не было, никакой противотуберкулезной работы не велось. Заболеваемость туберкулезом приняла угрожающий характер, что послужило поводом для создания в 1918 г. при Наркомздраве РСФСР секции борьбы с туберкулезом (тубсекция). В 1920 г. Наркомздрав обратился за материальной помощью к народу, был выдвинут лозунг «Счастье народа — в победе над туберкулезом» и провозглашен призыв о проведении «трехдневников по борьбе с туберкулезом», которые должны были заменить «Дни Белой ромашки». Призыв встретил всеобщую поддержку. В 1922—1926 гг. состоялось 5 таких ежегодных трехдневников, на которых был объявлен «кружечный» сбор. Каждый из них имел свой лозунг. Слоган «Оздоровление быта трудящихся» стал лозунгом 1926 года (годом начала строительства тубдиспансера в Родниках).

## Архитектура
Здание туберкулезного диспансера в Родниках трудно отнести к определённому архитектурному стилю, так как оно сочетает в себе формы неоклассицизма, конструктивизма и модерна. Здание трапецевидное в плане и имеет трехчастную структуру. Сложная объемно-пространственная композиция состоит из двухэтажного, уступчато-граненого в плане корпуса и примыкающих к его торцам одноэтажных прямоугольных крыльев. Укрупненность и простота архитектурных форм определяют своеобразие памятника. Наиболее интересен главный фасад с четко выраженной системой членений. Сильно выраженный центральный ризалит завершен пологим щипцом. Углы ризалита и граней основного объёма акцентированы мощными широкими лопатками. Примечательны расположенные по стенам ризалита массивные балконы и разнообразные по пропорциям окна, контрастирующие с гладкими плоскостями светлых стен. В основе внутренней планировки — коридорная система в сочетании с холлами, размещенными в боковых крыльях. Окна занимают две третьих пространства фасада, что делает внутреннее пространство здания хорошо освещаемым. Кирпичные стены оштукатурены и покрашены в светло-желтый цвет, в перекрытиях частично использован железобетон.
Туберкулезный диспансер задумывался как лечебное учреждение совершенно нового типа, сочетающее функции стационара и профилактория, поэтому немаловажную роль играет удачное расположение диспансера — в парке. Позднее, рядом со зданием диспансера был разбит ботанический сад, который был призван стать «зеленой» палатой вокруг лечебного здания. В 1948 году был заложен фруктовый сад, который стал существенным подспорьем в питании больных. В 1978 году было принято решение Ивановского областного Совета об официальном признании дендрария памятником природы областного значения. Однако в настоящее время ботанический сад, а также здание самого тубдиспансера заброшены.